# 인터파크고딕
인터파크고딕은 인터파크에서 CI 변경과 함께 공개한 글꼴이다. 개인의 비상업적 사용에 한해 무료로 제공되고 있다.